# USS LST-211
O USS LST-211 foi um navio de guerra norte-americano da classe LST que operou durante a Segunda Guerra Mundial.